# Ueda Motoki
Motoki Ueda (sinh ngày 14 tháng 5 năm 1979) là một cầu thủ bóng đá người Nhật Bản.

## Sự nghiệp câu lạc bộ
Motoki Ueda đã từng chơi cho Sanfrecce Hiroshima.